# 美汁源
美粒果（英語：Minute Maid）是一个饮料产品系列，通常与柠檬水或橙汁有关，现在扩展到不同种类的软饮料，包括Hi-C。美汁源在中欧以Cappy品牌销售，在俄罗斯和独立国家联合体以 "Моя Семья"（Moya sem'ya，"我的家"）品牌销售。美汁源是第一家销售冷冻浓缩橙汁的公司，使其能够在美国各地销售并全年供应。美汁源公司属于可口可乐公司。该公司于2009年2月16日在美国德克萨斯州舒格蘭的糖城广场开设总部；之前它的总部在休斯顿的圣詹姆斯广场2000号大楼。

## 產品

### 中國大陸
- 美汁源果粒橙
- 美汁源蜂蜜雪梨
- 美汁源甘蔗马蹄
- 美汁源芦荟粒雪梨
- 美汁源汁汁桃桃
- 美汁源爽粒花语葡萄汁
- 美汁源葡萄气泡饮
- 美汁源酷儿Qoo橙汁饮料
- 美汁源热带果粒复合果汁

### 台灣
- 柳橙汁
- 芒果綜合果汁
- 白葡萄汁（含清新蘆薈粒）
- 蘋果汁
- 水蜜桃汁
- 芭樂汁
- 檸檬綜合果汁
- 芒果綜合果汁
- 葡萄柚綜合果汁
- 紅葡萄蘋果汁
- 蘋果蔓越莓汁
- 蘋果蘇打
- 蜜桃蘇打